# Isuzu Bellel
Isuzu Bellel — автомобиль японского автопроизводителя Isuzu Motors, выпускаемый в 1962—1967 годах. Это была первая легковая модель компании с собственным дизайном, а также первый японский легковой автомобиль с дизельным двигателем.

## История

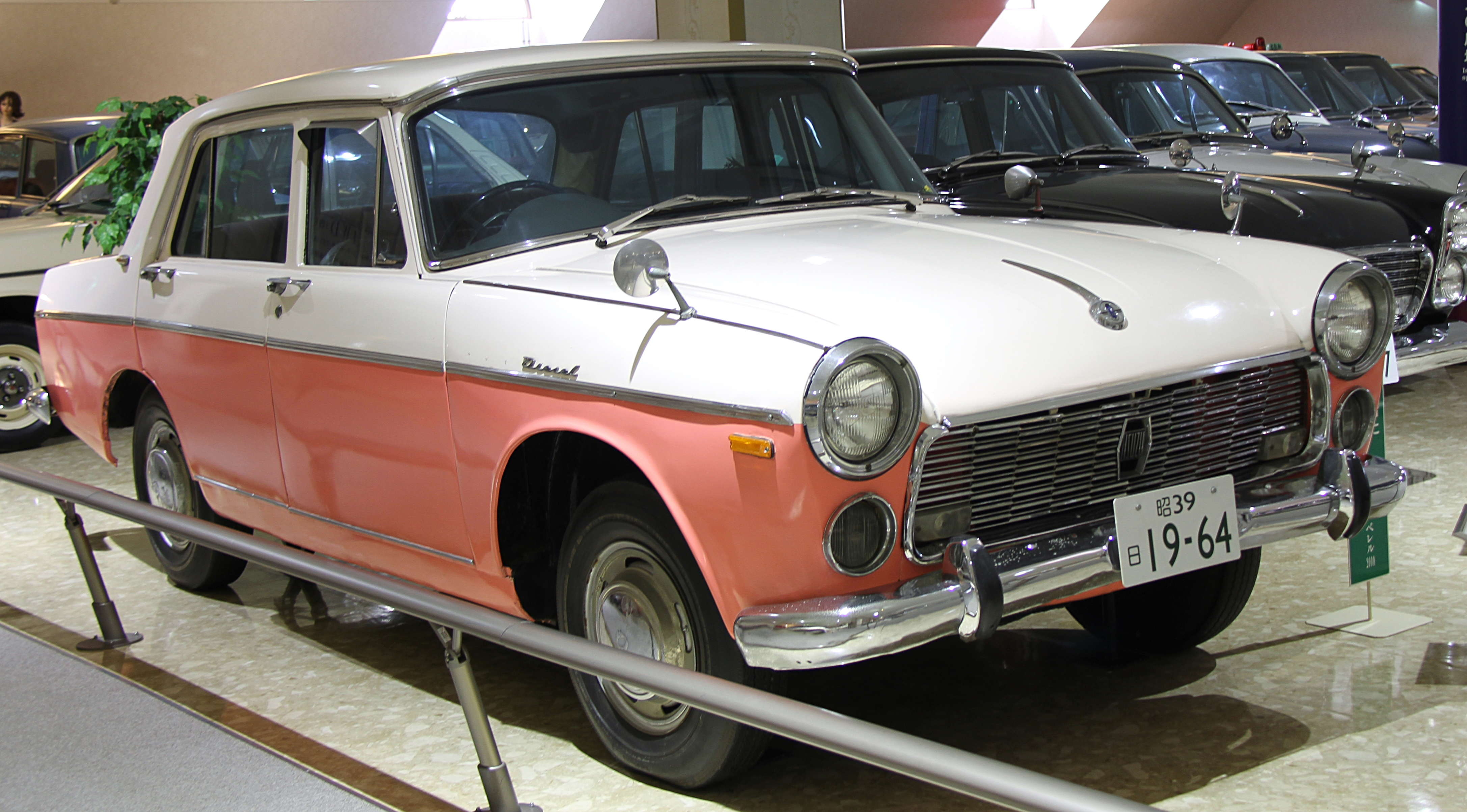
вид до рестайлинга 1965 года

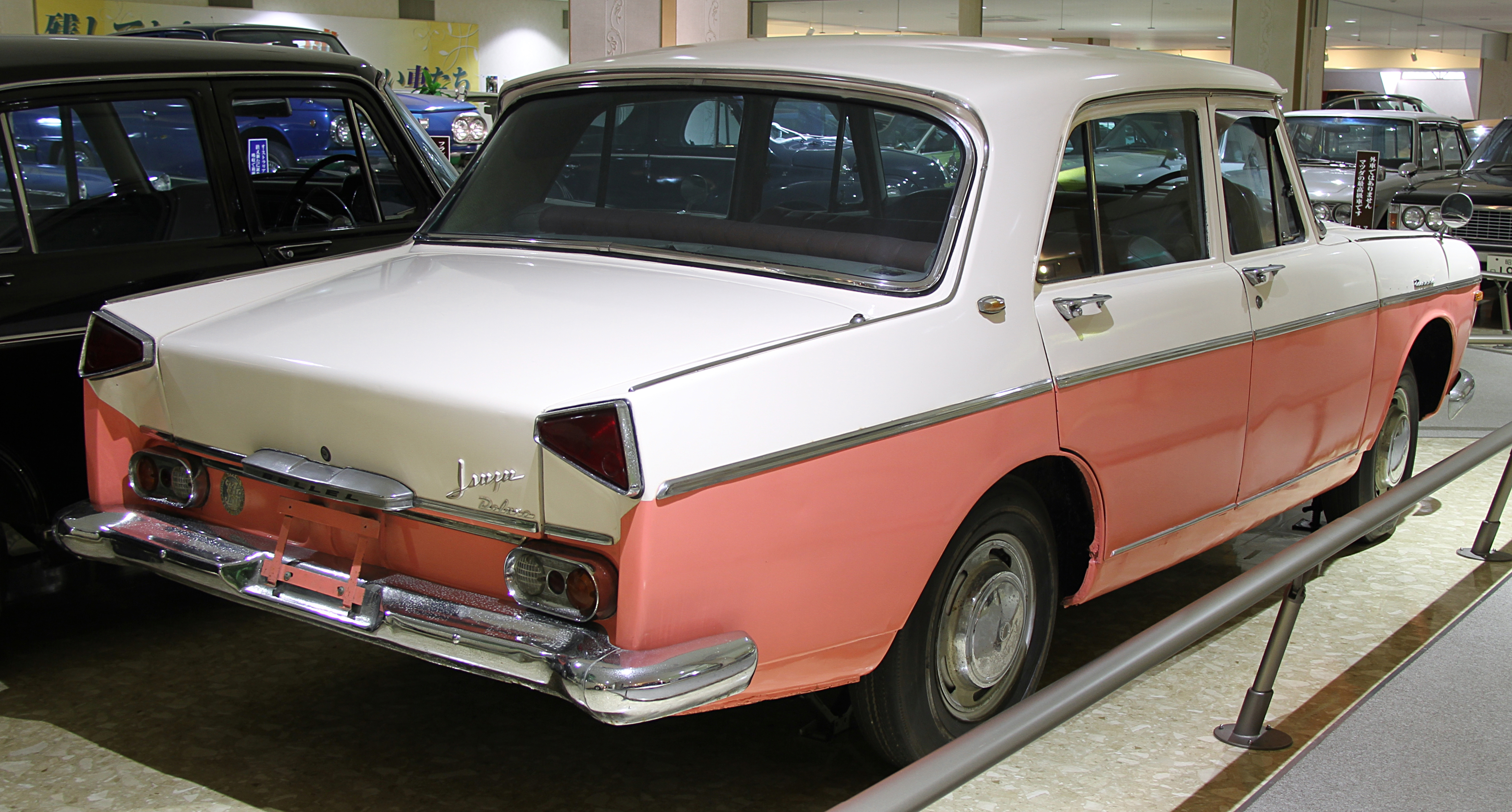

В 1956—1964 годах компания Isuzu производила по лицензии английской фирмы Rootes Group легковой автомобиль Hillman Minx под названием Isuzu Hillman Minx в двух вариантах кузова — седан и универсал (Express).
В 1961 году в дополнение к производимому по лицензии автомобилю, компания Isuzu разработала свою первую модель кузова Bellel. В дизайне заметно влияние европейской модели Lancia Flaminia. К исходной модели в кузове четырехдверный седан в стандартной и Deluxe версии, вскоре был добавлен универсал Bellel Express.
Название «Bellel» произошло от объединения английского слова «bell» («колокол») с римской цифрой «L», равной 50, и, таким образом, название должно было представлять «пятьдесят колоколов» и обозначать название компании («Isuzu» на японском языке буквально означает «пятьдесят колоколов»).
В 1963 году был начат выпуск модели классом ниже Isuzu Bellett — представленной как «маленькая Bellel». В октябре 1965 году проведён рестайлинг — изменена передняя часть с заменой предыдущие одиночные круглых фар на вертикальные парные фары с меньшими поворотниками.
Модель изначально оснащалась четырёхцилиндровым дизельным двигателем DL200 объемом 2,0 л. мощностью 52 л. с., вскоре заменённым улучшенным DL201 объемом 2,0 л. мощностью 55 л. с., а позже также бензиновым двигателем GL150 объемом 1,5 л. мощностью 60 л. с.. Оба двигателя были разработаны годом ранее для грузовчика Isuzu Elf. Все двигатели были сопряжены с четырехступенчатой механической коробкой передач с рычагом переключения передач расположенным на рулевой колонке. Подвеска автомобиля была смоделирована по образцу Hillman Minx.
Модель — первый японский легковой автомобиль с дизельным двигателем (хотя ранее выпускалась версия Toyota Corona с дизелем, но малолитражным и в небольшом количестве). Дизельный двигатель вначале сделал модель популярной для коммерческих целей, таких как услуги такси: в 1963—1964 годах на модель приходилась 20-30 % доля спроса на таксомоторы, но уже в 1965 году и компании такси перестали брать модель — шумность и вибрации грузового дизеля сильно влияли на комфорт. У частных покупателей модель была относительно непопулярна из-за жесткости раннего дизельного двигателя и своеобразного стиля его работы.
Модель в начале 1960-х годов рассматривалась как конкурент Toyota Crown S40, Nissan Cedric, Prince Gloria S40 и Mitsubishi Debonair, первые два года параллельно с моделью производился и Isuzu Hillman Minx — на базе которого и была построена модель, что тоже сыграло роль в сжижении спроса на Isuzu Bellel, а к середине 60-х годов модель уже устарела.
Запуску производства модели сопутствовала проблема — модель производилась на только что введённом в строй, но ещё даже до конца не достроенном, новом заводе компании в городе Фудзияма, и неотлаженное производство порождало недостатки сборки моделей первого — 1962 года: в дождь протекал кузов, покраска была некачественной, в передних стойках бывали трещины, было плохое крепление двигателя, отказывали приборы. Только с января 1963 года выпуск достиг 1500 единиц в месяц. Всего было произведено 37 206 единиц автомобиля, производство закончилось в мае 1967 года, небольшое число машин для экспорта были сделаны левосторонними.
В ноябре 1967 года компания стала выпускать преемника модели — Isuzu Florian, представленную в 1966 году на Женевском и Токийском автосалонах, получившую и версию купе 117 Coupe, считающуюся первым в мире спортивным автомобилем с дизельным двигателем.

## Автоспорт
На первом Гран-При Японии, состоявшемся в 1963 году (первые полномасштабные гонки в послевоенной Японии), модель Isuzu Bellel, показав потрясающую технику дрифта, неожиданно добилась большого успеха, заняв в классе C-VI второе и четвёртое места, уступив лишь Toyota Crown, занявшему первое место.